# Tomopteris rolasi
Tomopteris rolasi är en ringmaskart som beskrevs av Richard Greeff 1885. Tomopteris rolasi ingår i släktet Tomopteris och familjen Tomopteridae. Inga underarter finns listade i Catalogue of Life.